# Nawwaf bin Abd al-Aziz Al Sa'ud
Nawwāf bin Abd al-Aziz Al Sa'ud (Riad, 16 agosto 1932 – Riad, 29 settembre 2015) è stato un principe, politico e imprenditore saudita, membro della famiglia reale Al Saʿūd.

## Primi anni di vita
Il principe Nawwaf è nato il 16 agosto 1932 ed era il ventiduesimo figlio di re Abd al-Aziz.
Egli era fratello germano del principe Talal. La loro madre, Munaiyir, era una donna armena, la cui famiglia era scappata dal genocidio armeno dell'Anatolia orientale sotto il regno dell'Impero ottomano nel 1915. Munaiyir è stata presentata al re quando aveva 12 anni dall'emiro di Unayzah nel 1921. Il loro primi figlio, Talal è nato nel 1924. Seguendo la tradizione, Munaiyir divenne nota come Umm Talal, "madre di Talal". Tuttavia, nel 1927, a tre anni di età Talal è morto. Più tardi, ha dato altri tre figli al re, uno di loro è il principe Nawwaf. Non si sa esattamente quando Abd al-Aziz abbia divorziato dalla sua quarta moglie per sposare formalmente Munaiyir. È stato riferito dalla sua famiglia che è rimasta analfabeta per tutta la vita. Munaiyir è stata considerato dai diplomatici britannici in Arabia Saudita come una delle mogli preferite dal re. Era nota per la sua intelligenza e per la sua bellezza. Munaiyir è morta nel dicembre 1991.
Durante il regno di re Sa'ud , i suoi rapporti con il fratello Talal sono peggiorati, portando i due anche a contestarsi l'eredità.

## Formazione
Nawwaf ha ricevuto una formazione primaria di tipo arabo e islamico in Arabia Saudita. Egli ha proseguito gli studi universitari nel campo della civiltà islamica del Regno e ha completato gli studi superiori negli Stati Uniti.

## Carriera politica
Nawwaf ha servito brevemente come capo della corte reale nel 1961. È stato poi nominato ministro delle finanze e dell'economia nazionale da re Sa'ud e ha mantenuto la carica per due anni. Egli succedette al fratello Talal nella carica. Dal 1968 al 1975, dopo l'evacuazione delle forze britanniche dalla regione del golfo Persico ha lavorato come consigliere speciale di re Faysal per gli affari del Golfo Persico. In considerazione della sua esperienza in vari ambiti, Faysal lo ha inserito nelle delegazioni ufficiali del Regno a varie riunioni, compresi i vertici e le assemblee dei paesi arabi e islamici e dei paesi non allineati. Ha anche guidato le delegazioni del Regno per conto di re Faysal come suo inviato speciale. Il principe Nawwaf conosceva bene la politica internazionale e il diritto, ed era anche un esperto di questioni mediorientali. Ha fatto del suo meglio per unificare i ranghi degli emirati arabi e di integrare questi emirati in uno stato seguendo le loro partizioni durante il dominio coloniale. In considerazione della sua ricca esperienza in campo economico e politico, il principe Nawwaf veniva delegato per servire come portavoce ufficiale del governo saudita e suo inviato speciale in diverse occasioni. Ha visitato i quattro angoli del mondo e ha positivamente contribuito alla risoluzione di numerose controversie in Africa e nel Medio Oriente, così come in altre parti del mondo. Ha anche accompagnato il principe ereditario Abd Allah durante i suoi viaggi ufficiali all'estero. Tuttavia, il principe Nawwaf non ha detenuto alcun'altra posizione ufficiale fino al 2001.
Nel 2001 è stato nominato Direttore Generale dell'Intelligence a seguito delle dimissioni del principe Turki, rassegnate il 1º settembre dello stesso anno. La sua nomina non ha comportato un cambiamento significativo dei poteri nella famiglia reale, anche perché il figlio di re Fahd, Sa'ud, ha continuato a servire come vice direttore, carica che manteneva dal 1985. Il mandato del principe Nawwaf durò fino al 26 gennaio 2005 quando si è dimesso a causa di alcuni problemi di salute. Subito dopo l'accettazione delle sue dimissioni, re Fahd lo ha nominato suo consigliere speciale. Il principe Muqrin lo ha sostituito come direttore generale nell'ottobre del 2005, nove mesi dopo le sue dimissioni.
Egli è stato consigliere speciale del re Abd Allah con rango di ministro e il suo mandato è stato prorogato per quattro anni nel 2009.

## Altre attività
Nei primi anni '60, il principe Nawwaf è stato sostenitore del Movimento dei Principi Liberi guidato dal fratello, il principe Talal. Ha anche contribuito alla realizzazione di alcuni progetti industriali dentro e fuori il Regno per servire l'economia araba. Il suo contributo al rafforzamento delle relazioni del suo paese con gli altri stati del mondo è ampiamente riconosciuto. Egli è stato uno dei fondatori e importante azionista della Saudi-New Zealand Bank. Possedeva anche alcuni progetti di investimento nei settori immobiliare e turistico. È stato uno dei pionieri del settore dell'energia solare. Comprendendo l'importanza dell'energia solare, ha esteso il suo sostegno all'Università di Sydney in Australia, per consentirle di condurre ricerche e studi in questo campo.

## Opinioni
Un sondaggio saudita condotto poco dopo gli attentati dell'11 settembre 2001 ha concluso che il 95 per cento degli uomini sauditi colti di età compresa tra 25 e 41 anni supportavano Osama bin Laden. Nawwaf ha sostenuto che questo supporto è motivato dalla rabbia saudita per il sostegno degli Stati Uniti a Israele. Dopo le sanzioni statunitensi contro l'Iran nel 2000, il principe Nawwaf ha dichiarato: "L'Iran è stato trattato ingiustamente da alcuni paesi e questo non è nell'interesse dei paesi del golfo Arabo e anche gli Stati Uniti".

## Salute
Nel marzo 2002, il principe Nawwaf è stato ricoverato all'American University Hospital di Beirut dopo aver subito un ictus improvviso. Egli era a Beirut per il vertice della Lega Araba. È stato anche colpito da un'emorragia cerebrale. Ha poi subito un intervento chirurgico nel 2002. Dopo questi problemi di salute è costretto su una sedia a rotelle.

## Vita personale
Il principe Nawwaf si è sposato tre volte e ha avuto cinque figli. Da Sharifa è nato Mohammed; da Jawahir bint Abd al-Malik al-Shaykh sono nati Abd al-Aziz (nato nel 1979), Faysal (nato nel 1984) e Sara (nato nel 1989) e da Umm Nuf è nata Nuf.
Mohammed, il figlio maggiore, è stato ambasciatore saudita nel Regno Unito e in Irlanda dal 2005.
Nel 2008, la prima figlia, era studentessa al Franklin College di Lugano, in Svizzera, per conseguire una laurea in comunicazione internazionale.

## Morte e funerale
Il principe è morto a Riad il 29 settembre 2015. Le preghiere funebri si sono tenute il giorno successivo nella Grande Moschea di La Mecca dopo la preghiera della sera. La salma è stata poi sepolta nel cimitero al-Adl della città.

## Albero genealogico
|                                   |   |                            | Genitori                           |  |  | Nonni |  |  | Bisnonni        |  |  | Trisnonni                     |  |
|                                   |   |                            |                                    |  |  |       |  |  | Fayṣal Āl Saʿūd |  |  | Turkī bin ʿAbd Allāh Āl Saʿūd |  |
|                                   |   |                            |                                    |  |  |       |  |  | Fayṣal Āl Saʿūd |  |  | Turkī bin ʿAbd Allāh Āl Saʿūd |  |
|                                   |   | Hia bint Ḥamad Tamīmī      |                                    |  |  |       |  |  | Fayṣal Āl Saʿūd |  |  |                               |  |
| ʿAbd al-Raḥmān Āl Saʿūd           |   |                            |                                    |  |  |       |  |  | Fayṣal Āl Saʿūd |  |  |                               |  |
|                                   |   | Sāra bint Misharī Āl Saʿūd | Misharī b. ʿAbd al-Raḥmān b. Saʿūd |  |  |       |  |  |                 |  |  |                               |  |
|                                   |   | Sāra bint Misharī Āl Saʿūd | Misharī b. ʿAbd al-Raḥmān b. Saʿūd |  |  |       |  |  |                 |  |  |                               |  |
|                                   |   | Sāra bint Misharī Āl Saʿūd | …                                  |  |  |       |  |  |                 |  |  |                               |  |
| ʿAbd al-ʿAzīz dell'Arabia Saudita |   | Sāra bint Misharī Āl Saʿūd |                                    |  |  |       |  |  |                 |  |  |                               |  |
|                                   |   | Aḥmad al-Kabīr al-Sudayrī  | Muḥammad b. Turkī al-Sudayrī       |  |  |       |  |  |                 |  |  |                               |  |
|                                   |   | Aḥmad al-Kabīr al-Sudayrī  | Muḥammad b. Turkī al-Sudayrī       |  |  |       |  |  |                 |  |  |                               |  |
|                                   |   | Aḥmad al-Kabīr al-Sudayrī  | …                                  |  |  |       |  |  |                 |  |  |                               |  |
| Sāra bint Aḥmad al-Sudayrī        |   | Aḥmad al-Kabīr al-Sudayrī  |                                    |  |  |       |  |  |                 |  |  |                               |  |
|                                   |   | …                          | …                                  |  |  |       |  |  |                 |  |  |                               |  |
|                                   |   | …                          | …                                  |  |  |       |  |  |                 |  |  |                               |  |
|                                   |   | …                          | …                                  |  |  |       |  |  |                 |  |  |                               |  |
| Nawwaf bin Abd al-Aziz Al Sa'ud   |   | …                          |                                    |  |  |       |  |  |                 |  |  |                               |  |
|                                   | … | …                          |                                    |  |  |       |  |  |                 |  |  |                               |  |
|                                   | … | …                          |                                    |  |  |       |  |  |                 |  |  |                               |  |
|                                   | … | …                          |                                    |  |  |       |  |  |                 |  |  |                               |  |
| …                                 | … |                            |                                    |  |  |       |  |  |                 |  |  |                               |  |
|                                   |   | …                          | …                                  |  |  |       |  |  |                 |  |  |                               |  |
|                                   |   | …                          | …                                  |  |  |       |  |  |                 |  |  |                               |  |
|                                   |   | …                          | …                                  |  |  |       |  |  |                 |  |  |                               |  |
| Munaiyir                          |   | …                          |                                    |  |  |       |  |  |                 |  |  |                               |  |
|                                   |   | …                          | …                                  |  |  |       |  |  |                 |  |  |                               |  |
|                                   |   | …                          | …                                  |  |  |       |  |  |                 |  |  |                               |  |
|                                   |   | …                          | …                                  |  |  |       |  |  |                 |  |  |                               |  |
| …                                 |   | …                          |                                    |  |  |       |  |  |                 |  |  |                               |  |
|                                   |   | …                          | …                                  |  |  |       |  |  |                 |  |  |                               |  |
|                                   |   | …                          | …                                  |  |  |       |  |  |                 |  |  |                               |  |
|                                   |   | …                          | …                                  |  |  |       |  |  |                 |  |  |                               |  |
|                                   |   | …                          |                                    |  |  |       |  |  |                 |  |  |                               |  |